# İstanbul Büyükşehir Belediyesi Spor Kulübü 2013-2014 (pallavolo maschile)
Questa voce raccoglie le informazioni riguardanti l'İstanbul Büyükşehir Belediyesi Spor Kulübü nelle competizioni ufficiali della stagione 2013-2014.

## Organigramma societario
Area direttiva
- Presidente: Göksel Gümüşdağ

Area tecnica
- Allenatore: Nedim Özbey
- Allenatore in seconda: Hakan Özkan

## Rosa
| N° | Nome               | Ruolo | Data di nascita  | Nazionalità sportiva |
| -- | ------------------ | ----- | ---------------- | -------------------- |
| 1  | Selçuk Keskin      | P     | 15 gennaio 1982  | Turchia              |
| 3  | Ulaş Kıyak         | P     | 11 agosto 1981   | Turchia              |
| 4  | Sercan Dikgöz      | P     | 16 maggio 1993   | Turchia              |
| 5  | Russell Holmes     | C     | 1º luglio 1982   | Stati Uniti          |
| 6  | Barış Özdemir      | L     | 25 giugno 1972   | Turchia              |
| 7  | Sadi Uslu          | S     | 17 aprile 1989   | Turchia              |
| 8  | Sjarhej Antanovič  | S     | 21 aprile 1986   | Bielorussia          |
| 9  | Özkan Hayırlı      | C     | 27 maggio 1984   | Turchia              |
| 10 | Burak Mert         | L     | 23 ottobre 1990  | Turchia              |
| 11 | Gundars Celitāns   | O     | 14 giugno 1985   | Lettonia             |
| 12 | Tomislav Čošković  | S     | 22 aprile 1979   | Turchia              |
| 14 | Berkan Eryüz       | C     | 26 febbraio 1993 | Turchia              |
| 15 | Armin Mustedanović | S     | 26 aprile 1986   | Bosnia ed Erzegovina |
| 16 | Fatih Cihan        | C     | 16 dicembre 1991 | Turchia              |
| 17 | Murat Yenipazar    | P     | 1º gennaio 1993  | Turchia              |
| 18 | Kadir Cin          | S     | 7 maggio 1987    | Turchia              |

## Statistiche

### Statistiche di squadra
| Competizione     | Punti | In casa | In casa | In casa | In trasferta | In trasferta | In trasferta | Totale | Totale | Totale |
| Competizione     | Punti | G       | V       | P       | G            | V            | P            | G      | V      | P      |
| ---------------- | ----- | ------- | ------- | ------- | ------------ | ------------ | ------------ | ------ | ------ | ------ |
| Voleybol 1. Ligi | 52,8  | 14      | 10      | 4       | 13           | 9            | 4            | 27     | 19     | 8      |
| Coppa di Turchia | -     | 1       | 1       | 0       | 1            | 0            | 1            | 5      | 2      | 3      |
| Challenge Cup    | -     | 5       | 5       | 0       | 5            | 3            | 2            | 10     | 8      | 2      |
| Totale           | -     | 20      | 16      | 4       | 19           | 12           | 7            | 42     | 29     | 13     |

G = partite giocate; V = partite vinte; P = partite perse

### Statistiche dei giocatori
| Giocatore       | Voleybol 1. Ligi | Voleybol 1. Ligi | Voleybol 1. Ligi | Voleybol 1. Ligi | Voleybol 1. Ligi | Coppa di Turchia | Coppa di Turchia | Coppa di Turchia | Coppa di Turchia | Coppa di Turchia | Challenge Cup | Challenge Cup | Challenge Cup | Challenge Cup | Challenge Cup | Totale | Totale | Totale | Totale | Totale |
| Giocatore       | P                | PT               | AV               | MV               | BV               | P                | PT               | AV               | MV               | BV               | P             | PT            | AV            | MV            | BV            | P      | PT     | AV     | MV     | BV     |
| --------------- | ---------------- | ---------------- | ---------------- | ---------------- | ---------------- | ---------------- | ---------------- | ---------------- | ---------------- | ---------------- | ------------- | ------------- | ------------- | ------------- | ------------- | ------ | ------ | ------ | ------ | ------ |
| S. Antanovič    | 22               | 242              | 223              | 8                | 11               | 5                | 76               | 72               | 2                | 2                | 4             | 19            | 17            | 0             | 2             | 31     | 337    | 312    | 10     | 15     |
| G. Celitāns     | 22               | 416              | 340              | 48               | 28               | 2                | 41               | 29               | 5                | 7                | 4             | 78            | 66            | 6             | 6             | 28     | 535    | 435    | 59     | 41     |
| F. Cihan        | 14               | 39               | 20               | 13               | 6                | 5                | 6                | 3                | 2                | 1                | 3             | 2             | 0             | 1             | 1             | 22     | 47     | 23     | 16     | 8      |
| K. Cin          | 24               | 82               | 69               | 7                | 6                | 5                | 23               | 20               | 3                | 0                | 3             | 3             | 3             | 0             | 0             | 32     | 108    | 92     | 10     | 6      |
| T. Čošković     | 25               | 262              | 222              | 15               | 25               | 5                | 52               | 39               | 5                | 8                | 4             | 48            | 43            | 1             | 4             | 34     | 362    | 304    | 21     | 37     |
| S. Dikgöz       | 0                | 0                | 0                | 0                | 0                | -                | -                | -                | -                | -                | -             | -             | -             | -             | -             | 0      | 0      | 0      | 0      | 0      |
| B. Eryüz        | 2                | 6                | 5                | 1                | 0                | 0                | 0                | 0                | 0                | 0                | -             | -             | -             | -             | -             | 2      | 6      | 5      | 1      | 0      |
| Ö. Hayırlı      | 26               | 157              | 99               | 51               | 7                | 5                | 43               | 28               | 8                | 7                | 4             | 37            | 23            | 11            | 3             | 35     | 237    | 150    | 70     | 17     |
| R. Holmes       | 24               | 179              | 105              | 54               | 20               | 4                | 38               | 23               | 10               | 5                | 4             | 23            | 14            | 6             | 3             | 32     | 240    | 142    | 70     | 28     |
| S. Keskin       | 24               | 63               | 21               | 31               | 11               | 5                | 14               | 2                | 8                | 4                | 4             | 9             | 6             | 3             | 0             | 33     | 86     | 29     | 42     | 15     |
| U. Kıyak        | 15               | 24               | 9                | 10               | 5                | 4                | 5                | 1                | 1                | 3                | 4             | 6             | 2             | 4             | 0             | 23     | 35     | 12     | 15     | 8      |
| B. Mert         | 26               | 2                | 1                | 1                | 0                | 5                | 0                | 0                | 0                | 0                | 4             | 0             | 0             | 0             | 0             | 35     | 2      | 1      | 1      | 0      |
| A. Mustedanović | 12               | 114              | 89               | 16               | 9                | 4                | 47               | 41               | 3                | 3                | 4             | 25            | 21            | 4             | 0             | 20     | 186    | 151    | 23     | 12     |
| B. Özdemir      | 15               | 1                | 1                | 0                | 0                | 3                | 0                | 0                | 0                | 0                | 4             | 0             | 0             | 0             | 0             | 22     | 1      | 1      | 0      | 0      |
| S. Uslu         | 23               | 17               | 9                | 2                | 6                | 4                | 2                | 2                | 0                | 0                | -             | -             | -             | -             | -             | 27     | 19     | 11     | 2      | 6      |
| M. Yenipazar    | 8                | 2                | 2                | 0                | 0                | 1                | 0                | 0                | 0                | 0                | -             | -             | -             | -             | -             | 9      | 2      | 2      | 0      | 0      |

P = presenze; PT = punti totali; AV = attacchi vincenti; MV = muri vincenti; BV = battute vincenti